# Kroktjärnen (Lycksele socken, Lappland, 720818-160720)
Kroktjärnen är en sjö i Lycksele kommun i Lappland och ingår i Umeälvens huvudavrinningsområde.